# リードスワロー
リードスワローは、日本の競走馬、繁殖牝馬。1978年のエリザベス女王杯の勝ち馬。
半兄に1974年の年度代表馬キタノカチドキがいる。

## 戦績
※馬齢は旧表記に統一する。

### 3歳
半兄キタノカチドキと同じ服部正利厩舎に入厩し、半兄の主戦であった武邦彦を背にデビュー。初戦は7着に敗れたが、連闘で臨んだ折り返しの新馬戦で初勝利をあげる。

その後、年内は3戦したが2着が最高であった。

### 4歳
年が明けても勝ちきれない競馬が続いたが、福永洋一が騎乗した菜の花賞で2勝目をあげる。

9番人気で迎えた桜花賞では中団から追いこんで来たものの0秒3差の4着に終わる。(勝ったのは前走で騎乗した福永が騎乗したオヤマテスコであり、勝ち馬から8着までが0秒4差の大混戦であった。)

4歳牝馬特別5着を挟んで迎えたオークスでは前走に騎乗した蓑田早人を背に参戦。桜花賞馬オヤマテスコには先着するものの、ファイブホープの5着に敗れる。

秋は条件戦を3戦挟み、桜花賞以来の武邦彦騎乗で挑んだエリザベス女王杯。前走京都の勝ちっぷりも評価されたのか1番人気に支持された。レースは中団から鋭く伸びて初重賞勝ちを飾った。

初の古馬との対戦となった次走阪神牝馬特別は7着に終わった。

### 5歳以降
お手馬との兼ね合いもあり、5歳以降は田島信行が主戦騎手となるが5歳時の小倉大賞典2着と阪急杯勝ちが目立つ程度で、連覇を狙った翌年の阪急杯8着を最後に引退した。

## 血統表
| リードスワローの血統                     | リードスワローの血統                               | リードスワローの血統           | （血統表の出典）               | （血統表の出典）    |
| 父系                                     | リボー系                                           | リボー系                       | リボー系                       | [ § 2 ]             |
| 父 *フジオンワード Fuji Onward 1963 鹿毛 | 父の父Ribot 1952 鹿毛                              | Tenerani                       | Bellini                        | Bellini             |
| 父 *フジオンワード Fuji Onward 1963 鹿毛 | 父の父Ribot 1952 鹿毛                              | Tenerani                       | Tofanella                      |                     |
| 父 *フジオンワード Fuji Onward 1963 鹿毛 | 父の父Ribot 1952 鹿毛                              | Romanella                      | El Greco                       | El Greco            |
| 父 *フジオンワード Fuji Onward 1963 鹿毛 | 父の父Ribot 1952 鹿毛                              | Romanella                      | Barbara Burrini                |                     |
| 父 *フジオンワード Fuji Onward 1963 鹿毛 | 父の母Fiji 1956 鹿毛                               | Hill Prince                    | Princequillo                   | Princequillo        |
| 父 *フジオンワード Fuji Onward 1963 鹿毛 | 父の母Fiji 1956 鹿毛                               | Hill Prince                    | Hildene                        |                     |
| 父 *フジオンワード Fuji Onward 1963 鹿毛 | 父の母Fiji 1956 鹿毛                               | Fifth Fleet                    | Count Fleet                    | Count Fleet         |
| 父 *フジオンワード Fuji Onward 1963 鹿毛 | 父の母Fiji 1956 鹿毛                               | Fifth Fleet                    | Lost Horizon                   |                     |
| 母 ライトフレーム 1959 黒鹿毛            | 母の父*ライジングフレーム Rising Flame 1947 黒鹿毛 | The Phoenix                    | Chateau Bouscaut               | Chateau Bouscaut    |
| 母 ライトフレーム 1959 黒鹿毛            | 母の父*ライジングフレーム Rising Flame 1947 黒鹿毛 | The Phoenix                    | Fille de Poete                 |                     |
| 母 ライトフレーム 1959 黒鹿毛            | 母の父*ライジングフレーム Rising Flame 1947 黒鹿毛 | Admirable                      | Nearco                         | Nearco              |
| 母 ライトフレーム 1959 黒鹿毛            | 母の父*ライジングフレーム Rising Flame 1947 黒鹿毛 | Admirable                      | Silvia                         |                     |
| 母 ライトフレーム 1959 黒鹿毛            | 母の母グリンライト 1947 栗毛                       | *ダイオライト Diolite          | Diophon                        | Diophon             |
| 母 ライトフレーム 1959 黒鹿毛            | 母の母グリンライト 1947 栗毛                       | *ダイオライト Diolite          | Needle Rock                    |                     |
| 母 ライトフレーム 1959 黒鹿毛            | 母の母グリンライト 1947 栗毛                       | 栄幟                           | *プライオリーパーク            | *プライオリーパーク |
| 母 ライトフレーム 1959 黒鹿毛            | 母の母グリンライト 1947 栗毛                       | 栄幟                           | 賀栄                           |                     |
| 母系(F-No.)                              | フロリースカツプ(GB)系(FN:3-l)                     | フロリースカツプ(GB)系(FN:3-l) | フロリースカツプ(GB)系(FN:3-l) | [ § 3 ]             |
| 5代内の近親交配                          | Pharos5×5=6.25%                                    | Pharos5×5=6.25%                | Pharos5×5=6.25%                | [ § 4 ]             |
| 出典                                     | 1. 2. 3. 4.                                        | 1. 2. 3. 4.                    | 1. 2. 3. 4.                    | 1. 2. 3. 4.         |

- ニホンピロウイナーは半姉ニホンピロエバート（父・チャイナロック）の産駒であり、リードスワローの甥である。
- 6代母フロリースカツプは小岩井農場の基礎輸入牝馬の1頭。